# Boleslau V
Boleslaw V ou Bolesław Wstydliwy (Stary Korczyn, 21 de junho de 1226 – Cracóvia, 7 de dezembro de 1279) “o Casto” ou o “pudico ” foi Grão-Duque da Polónia entre 1237 e 1279 ano da sua morte.

## Relações familiares
Foi filho de Lesco I. Casou com Cunegunda da Polônia, de quem não teve filhos.